# Bernhard von Tieschowitz
Bernhard von Tieschowitz (* 2. März 1902 in Berlin; † 23. April 1968 in Bonn) war ein deutscher Kunsthistoriker.

## Leben
Bernhard von Tieschowitz war der Sohn des damaligen Oberleutnants und späteren Generalleutnants Hans Tieschowitz von Tieschowa (1872–1952) aus dem böhmischen briefadeligen Geschlecht Tieschowitz von Tieschowa und dessen erster Ehefrau Mathilde (* 1876), geborene von der Planitz, einer Tochter des preußischen Generals der Artillerie Max von der Planitz.
Bernhard von Tieschowitz studierte zunächst von 1922 bis 1925 an den Universitäten Berlin, München und Marburg Wirtschaftswissenschaften, wechselte 1925 an der Marburg zum Studienfach Kunstgeschichte und wurde 1929 in Marburg bei Richard Hamann mit seiner Dissertation Das Chorgestühl des Kölner Domes zum Dr. phil. promoviert. Anschließend arbeitete er bis März 1931 für die Galerie von Kurt Walter Bachstitz in Berlin, bevor er ab April 1931 zunächst als Dozent und dann als Leiter der Abteilung Fotografie am Preußischen Forschungsinstitut für Kunstgeschichte in Marburg wirkte. Im Jahr 1936 trat er in den Dienst der rheinischen Denkmalpflege und wurde Mitarbeiter des Provinzialkonservators Franz Graf Wolff-Metternich.
Ab August 1940 wirkte er für die Wehrmacht im Bereich des Kunstschutzes, wurde unter Franz Wolff-Metternich Stellvertreter des Beauftragten für Kunstschutz beim Oberkommando des Heeres (OKH), war ab 1942 Kunstschutzreferent beim Militärbefehlshaber in Frankreich und übernahm als sein Stellvertreter nach der Beurlaubung Wolff-Metternichs im Juni 1942 und dessen Entlassung aus dem Militärdienst im Oktober 1943 dessen Aufgaben.
Nach der Besetzung Italiens leitete er 1943 den Aufbau der Kunstschutzorganisation in Italien und wurde 1944 Leiter des Kunstschutzreferats. 
In der Nachkriegszeit war er wieder bei der rheinischen Denkmalpflege tätig, wirkte von 1950 bis 1952 als Leiter der Treuhandverwaltung von Kulturgut beim Auswärtigen Amt in Bonn und danach bis zu seiner Pensionierung 1967 zuletzt unter dem Botschafter Manfred Klaiber als Kulturreferent und Legationsrat I. Klasse bei der deutschen Botschaft in Paris.
Er beendete sein Leben 1968, ein Jahr nach seiner Pensionierung, durch Suizid.

## Auszeichnungen
- 1967: Verdienstkreuz 1. Klasse des Verdienstordens der Bundesrepublik Deutschland[1]

## Schriften
- Das Chorgestühl des Kölner Domes. Dissertation Universität Marburg, 1929
- Das Chorgestühl des Kölner Domes. Deutscher Verein für Kunstwissenschaft (Hrsg.), Verlag des kunstgeschichtlichen Seminars der Universität Marburg, 1930
- Die Photographie im Dienste der kunstgeschichtlichen Forschung. In: Festschrift Richard Hamann zum sechzigsten Geburtstage 29. Mai 1939, überreicht von seinen Schülern. A. Hopfer, Burg/Magdeburg 1939, S. 151–162